# Hurones
Hurones – gmina w Hiszpanii, w prowincji Burgos, w Kastylii i León, o powierzchni 8,29 km². W 2011 roku gmina liczyła 75 mieszkańców.